# Вишна Хутка
Вишна Хутка (слч. Vyšná Hutka) насељено је мјесто са административним статусом сеоске општине (слч. obec) у округу Кошице-околина, у Кошичком крају, Словачка Република.

## Становништво
| Година:    | 1994. | 2004.   | 2014.    | 2024.    |
| ---------- | ----- | ------- | -------- | -------- |
| Број људи: | 363   | 356     | 446      | 549      |
| Разлика:   |       | -1,92 % | +25,28 % | +23,09 % |

| Година:    | 2023. | 2024.   |
| ---------- | ----- | ------- |
| Број људи: | 536   | 549     |
| Разлика:   |       | +2,42 % |

Према подацима о броју становника из 2011. године насеље је имало 441 становника.